# 小早川水軍
小早川水軍（こばやかわすいぐん）とは、小早川家が率いた水軍であり、小早川隆景の代に毛利水軍の中核を担った。
主な家臣には乃美宗勝が知られている。1555年の厳島の戦いでは村上水軍を味方に引き入れるなど毛利水軍の一部として毛利氏の主力として活躍した。他にも1576年の織田氏との第一次木津川口の戦いでも勝利を収めた。

## 小早川水軍の一族
- 生口氏
- 浦氏
- 内海衆
- 小泉氏 (安芸国)
- 高崎氏
- 包久氏